# Піковий валет
«Піковий валет» (повість про шахраїв) — книга Бориса Акуніна із серії «Пригоди Ераста Фандоріна». Разом із повістю «Декоратор» утворюють книгу «Особливі доручення».

## Сюжет
У Москві орудує зграя шахраїв «Піковий Валет». Вони нахабні, винахідливі й упевнені у своїй безкарності. Вони прокручують надзвичайно зухвалі афери й безслідно зникають із місця злочину. Але за справу береться викривач змов, майстер із таємних розслідувань, кавалер Орденів Хризантем, спеціаліст із ведення делікатних і таємних справ Ераст Петрович Фандорін, під час цього розслідування йому буде допомагати кур’ер жандармского управління Онисій Тюльпанов.

## Прототипи
- У Гіляровського описаний випадок із бандою «Пікових валетів», Шпеєра й князя Долгорукова, які, очевидно, і послужили частиною сюжету книги.
- Справжнє ім’я головного негативного персонажа повісті — Момуса — Дмитро Саввін, колишній корнет. Дуже ймовіно, що це алюзія на авантюриста, що реально існував— корнета Миколу Савіна.